# Chiara da Polenta

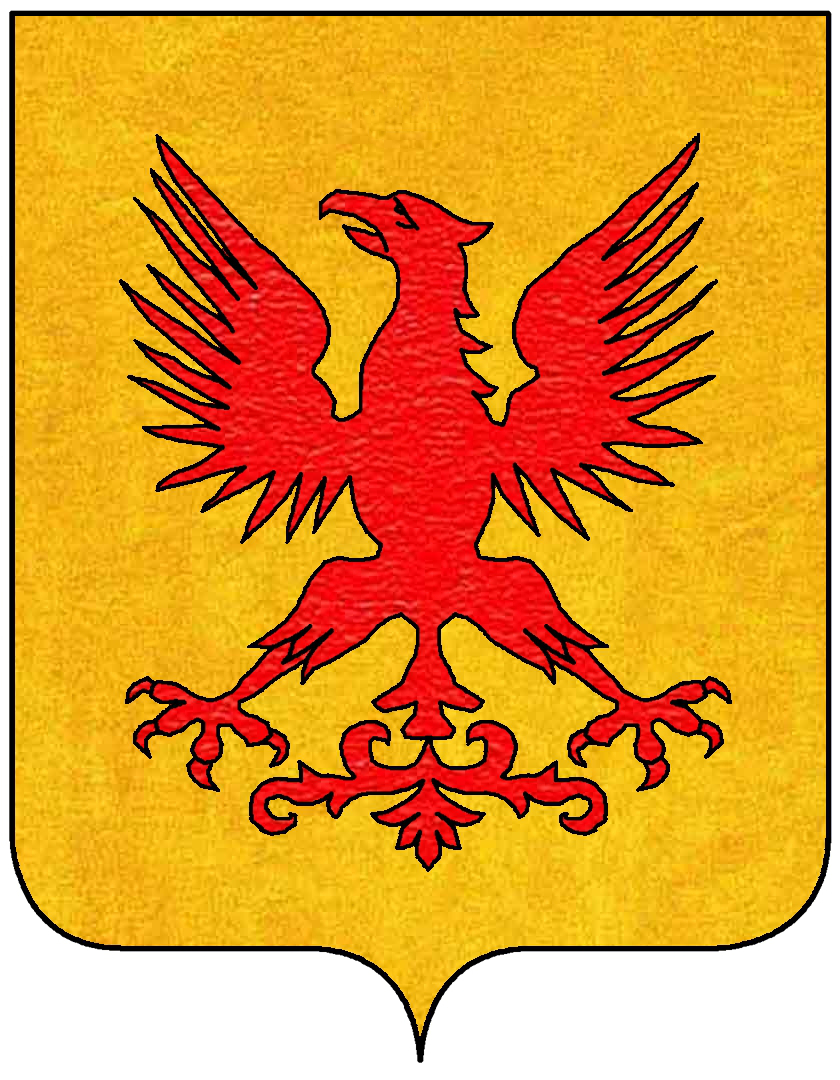
Stemma da Polenta

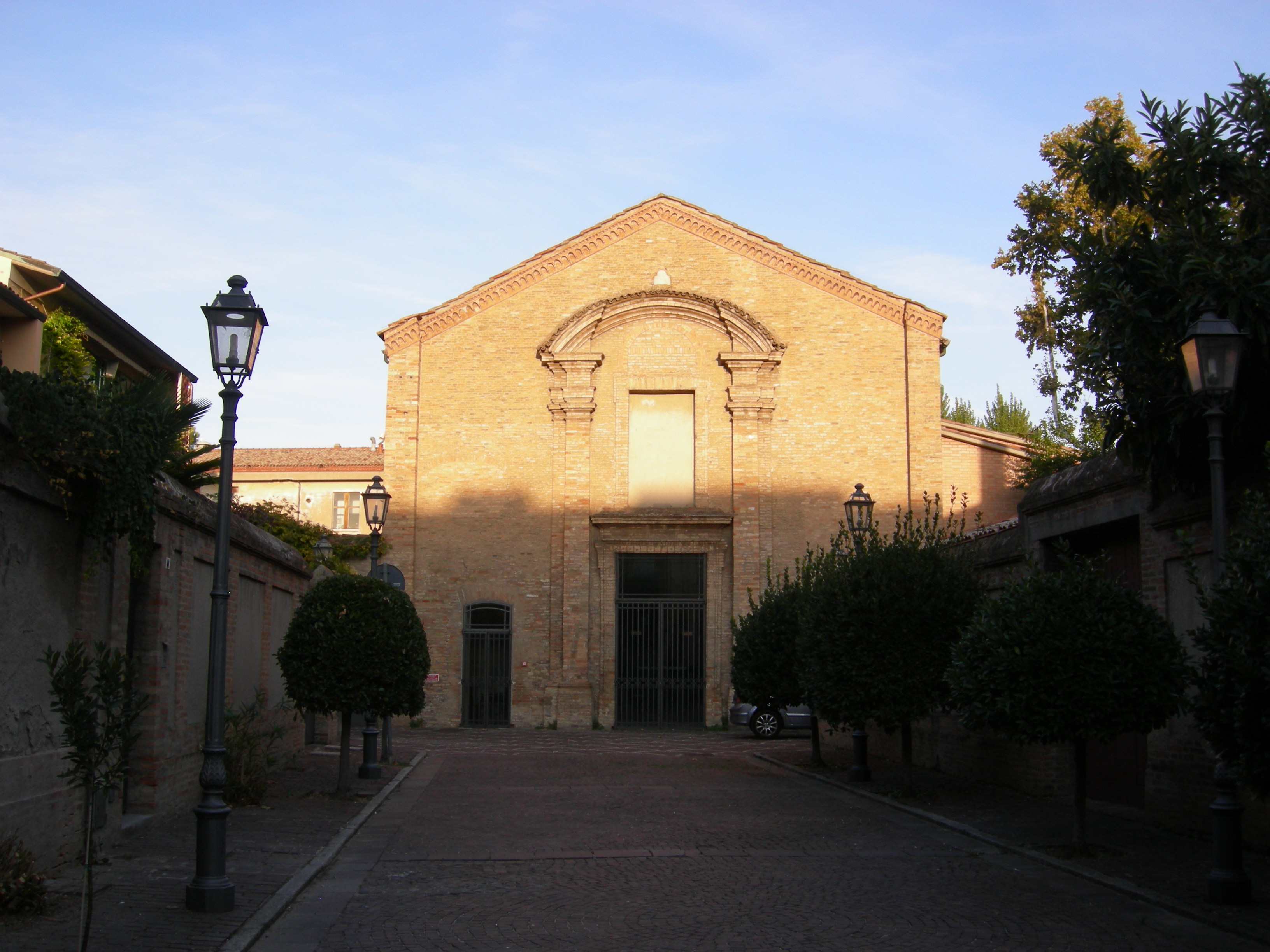
Ravenna, Chiesa di santa Chiara

Chiara da Polenta (... – Ravenna, 3 marzo 1292) è stata una nobile e religiosa italiana.

## Biografia
Era figlia di Geremia II da Polenta e di una certa Viviana. Nata dalla nobile famiglia Da Polenta, lasciò i beni terreni e abbracciò la fede religiosa. Nel 1250 fondò il convento dell'ordine delle Clarisse che da lei prese il nome e qui si ritirò in clausura. Provvide anche al restauro della Chiesa di Santa Chiara.
Testò nel 1280 lasciando ai cugini i diritti sul castello di famiglia di Polenta. Prima della morte in fama di santità, nel 1292 donò al monastero tutti i suoi beni in Ravenna e Forlì.